# Emanuele Idini
Emanulele Idini (Roma, 18 dicembre 1970) è un ex nuotatore italiano.

## Carriera
Buon stileliberista, ma soprattutto una "colonna" delle staffette, dove è stato presenza costante per quasi un decennio, e dove ha vinto le medaglie più importanti della carriera: Ai Campionati mondiali di nuoto di Perth 1991 conquistò la medaglia di bronzo, e ottenne altre due medaglie ai campionati europei.

## Carriera da allenatore
Dai primi anni del nuovo millennio fino al 2007 è stato allenatore della squadra AS Nuoto Lamezia (Lamezia Terme), contribuendo in maniera decisiva al dominio lametino nei campionati regionali per cinque anni consecutivi. La sua esperienza ha profondamente modificato l'approccio al nuoto nella regione Calabria fino a quel momento povera di grandi esponenti in campo nazionale.

## Palmarès
| Giochi olimpici              | 100 m st. libero      | 200 m st. libero       | 4×100 m st. libero            | 4×200 m st. libero                  | 4×100 m mista     |
| 1992 Barcellona Spagna       | ---                   | ---                    | 10º - 3'23"43 frazione: 51"43 | 5º - 7'18"10 nuota solo in batteria | ---               |
| 1996 Atlanta Stati Uniti     | ---                   | ---                    | ---                           | 6º - 7'19"92 frazione: 1'50"36      | ---               |
| Campionati del mondo         | 100 m st. libero      | 400 m st. libero       | 4×100 m st. libero            | 4×200 m st. libero                  | 4×100 m mista     |
| 1991 Perth Australia         | ---                   | 2º in finale B 3'53"88 | ---                           | Bronzo: 7'17"18 frazione: 1'50"40   | ---               |
| 1994 Roma Italia             | 41º in batteria 52"50 | ---                    | ---                           | 6º - 7'22"06 frazione: 1'50"93      | ---               |
| Mondiali in vasca corta      | 100 m st. libero      | 200 m st. libero       | 4×100 m st. libero            | 4×200 m st. libero                  | 4×100 m mista     |
| 1993 Palma di Maiorca Spagna | ---                   | ---                    | 5º - 3'22"46 frazione: 50"92  | 5º - 7'18"94 frazione: 1'48"74      | 7º - 3'43"80 :    |
| Campionati europei           | 100 m st. libero      | 200 m st. libero       | 4×100 m st. libero            | 4×200 m st. libero                  | 4×100 m mista     |
| 1991 Atene Grecia            | ---                   | ---                    | 4º - 3'20"94 frazione: 51"25  | Argento: 7'18"30 frazione: 1'51"05  | ---               |
| 1993 Sheffield Regno Unito   | ---                   | 8º in finale B 1'52"30 | ---                           | 4º - 7'20"49 :                      | ---               |
| 1995 Vienna Austria          | ---                   | 5º in finale b 1'51"42 | ---                           | Bronzo: 7'20"96 :                   | ---               |
| 1997 Siviglia Spagna         | ---                   | ---                    | ---                           | 4º - 7'19"27 frazione: 1'51"38      | ---               |
| Giochi del Mediterraneo      | 100 m st. libero      | 200 m st. libero       | 4×100 m st. libero            | 4×200 m st. libero                  | 4×100 m mista     |
| 1991 Atene Grecia            | ---                   | ---                    | Argento: 3'26"33 :            | Oro: 7'28"71 :                      |                   |
| 1993 Narbonne Francia        | Bronzo 51"66          | Bronzo 1'52"16         | Bronzo: 3'27"79 :             | Argento: 7'33"42 :                  | Bronzo: 3'48"85 : |
| 1997 Bari Italia             | ---                   | ---                    | ---                           | Oro: 7'28"52 frazione:1'52"70       | ---               |

### Campionati italiani
5 titoli individuali e 24 in staffette, così ripartiti:
- 3 nei 100 m stile libero
- 1 nei 200 m stile libero
- 1 nei 400 m stile libero
- 8 nella staffetta 4×100 m stile libero
- 11 nella staffetta 4×200 m stile libero
- 5 nella staffetta 4×100 m misti

| Anno | Edizione    | 100 m st. libero | 200 m st. libero | 400 m st. libero | 4x100 m st. libero | 4x200 m st. libero | 4x100 m mista |
| ---- | ----------- | ---------------- | ---------------- | ---------------- | ------------------ | ------------------ | ------------- |
| 1991 | Primaverili | 1                | 1                | 1                | -                  | 1                  | 1             |
| 1991 | Estivi      | 1                | -                | -                | -                  | -                  | -             |
| 1992 | Primaverili | -                | -                | -                | 1                  | 1                  | 1             |
| 1992 | Estivi      | -                | -                | -                | 1                  | 1                  | -             |
| 1993 | Primaverili | -                | -                | -                | 1                  | 1                  | -             |
| 1993 | Estivi      | 1                | -                | -                | 1                  | 1                  | 1             |
| 1994 | Primaverili | -                | -                | -                | 1                  | 1                  | -             |
| 1994 | Estivi      | -                | -                | -                | -                  | 1                  | -             |
| 1995 | Primaverili | -                | -                | -                | -                  | 1                  | -             |
| 1995 | Estivi      | -                | -                | -                | 1                  | 1                  | -             |
| 1996 | Primaverili | -                | -                | -                | 1                  | 1                  | -             |
| 1996 | Estivi      | -                | -                | -                | 1                  | 1                  | 1             |
| 1997 | Primaverili | -                | -                | -                | -                  | -                  | 1             |